# Derek Grant
Derek Grant, född 20 april 1990 i Abbotsford, är en kanadensisk professionell ishockeyspelare som spelar för Anaheim Ducks i NHL.
Han har tidigare spelat på NHL-nivå för Philadelphia Flyers, Pittsburgh Penguins, Anaheim Ducks, Nashville Predators, Buffalo Sabres, Calgary Flames och Ottawa Senators och på lägre nivåer för Rochester Americans, Stockton Heat och Binghamton Senators i AHL samt Michigan State University i NCAA och Langley Chiefs i BCHL.
Grant draftades i fjärde rundan i 2008 års draft av Ottawa Senators som 119:e spelare totalt.
Den 19 juli 2018 skrev han på ett ettårskontrakt värt 650 000 dollar med Pittsburgh Penguins.
Han tradades den 17 januari 2019 tillbaka till Anaheim Ducks i utbyte mot Joseph Blandisi.